# Iso-Rommakko
Iso-Rommakko är en sjö i Finland. Den ligger i kommunen Kuhmo i landskapet Kajanaland, i den centrala delen av landet, 500 km nordost om huvudstaden Helsingfors. Iso-Rommakko ligger 168,3 meter över havet. Den är 18 meter djup. Arean är 2,73 kvadratkilometer och strandlinjen är 11,79 kilometer lång. Sjön  ingår i Uleälvens huvudavrinningsområde.   Den sträcker sig 2,7 kilometer i nord-sydlig riktning, och 3,0 kilometer i öst-västlig riktning.